# Trigun
 (транслит.) јесте манга коју је илустровао и написао Јасухиро Најто. Манга је излазила у часопису Shōnen Captain од 1995. до 1997. године, када се часопис угасио. Објављивање је настављено у часопису Young King OURs као Trigun Maximum, све до завршетка серијала 2007. године.
Тригун је адаптиран у аниме 1998. године у продукцији студија Madhouse. Такође, дугометражни анимирани филм под називом Trigun: Badlands Rumble је изашао 2010. године. Нова аниме серија, Trigun Stampede, емитуовала се од 7. јануара до 25. марта 2023. године. Наставак нове аниме серије, , почеће са емитовањем 2026. године.

## Радња
Прича се одвија у 32. веку у и прати Ваша Стампеда (енгл. Vash the Stampede) чија глава вреди 60 милијарди „дуплих“ долара зато што је уништио град. Међутим, Ваш има ретроградну амнезију и не сећа се зашто и како је то урадио. Он је заправо пацифиста, али за собом увек оставља хаос јер су људи који га лове деструктивни.

## Развој
Најто је испрва радио као агент за некретнине, али се посветио цртању након што је његова адаптација игрице Samurai Spirits доживела успех. Када је почео да ради на Тригуну, желео је да прикаже микс јапанског и западњачког стила, што он до тада није видео у мангама. Одлучио је да Ваш буде пацифиста јер представља контраст типичним протагонистима тог жанра.

## Франшиза

### Манга
Мангу Trigun написао је и илустровао Јасухиро Најто. Испрва је објављена као једнократна прича у часопису Monthly Shōnen Captain 26. јануара 1995. године. Наставила је серијализацију 25. марта у истом магазину, након чега је, 26. децембра 1996. године, паузирана. Дотадашња поглавља сакупљена су у три танкобона; први је изашао 25. априла 1996., а последњи 20. јануара 1999. године. Поглавља су доцније препакована у два тома, 2. јуна 2000. године.
Најто је требало да почне да ради на новој манги за издавачку кућу Шонен Гахоша, али је затражио да заврши Тригун. Манга је наставила да се објављује у часопису Young King OURs, али сад под називом Trigun Maximum. Издавала се од 30. септембра 1997. до 30. марта 2007. године. Поглавља су сакупљена у четрнаест танкобонова; први је изашао 23. маја 1998., а последњи 27. фебруара 2008. године.
Различити уметници радили су на антологији базираној на манги, под називом Trigun: Multiple Bullets. Објављена је 28. децембра 2011. године.

### Аниме

#### (1998)
Прва аниме адаптација манге, настала у продукцији студија Madhouse и режисера Сатошија Нишимуре, емитовала се од 1. априла до 30. септембра 1998. године на каналу TV Tokyo, са укупно 26 епизода.

#### (2023)
Друга адаптација, и уједно римејк, емитовала се од 7. јануара до 25. марта 2023. године као Trigun Stampede. Анимацију је радио студио Orange. Наставак нове аниме серије, , почеће са емитовањем 2026. године.

### Игре
Компанија Сега је 2002. најавила игру Trigun: The Planet Gunsmoke, али пројекат није реализован.
Канадска фирма Guardians of Order је 2003. године произвела игру улога (РПГ) базирану на аниме адаптацији. Игра је део њихове BESM серије, и садржи описе епизода.

### Филм
Серијал је произвео анимирани филм са оригиналном причом. Испрва је планиран за 2009. годину, али је на крају објављен 24. априла 2010., као Trigun: Badlands Rumble.

## Пријем
Други том манге Тригун Максимума је 2004. био најпродаванији стрип за ту годину. Манга је такође 2009. године освојила награду Сеиун у категорији за најбољи стрип.
Хана Кинг (Manga Life) похвалила је свет манге, рекавши да је подсећа на амерички запад. Такође јој се свидео Ваш, односно његов пацифизам. Џејсон Томпсон (Anime News Network) је у својој рецензији написао да га та тематика пацифизма подсећа на стрипове Rurouni Kenshin и Бетмен. Са друге стране, Едуардо М. Чавез (Mania Entertainment) сматра да Вашово константно избегавање насиља донекле репетативно. Бен Лери (Fandom Post) сматра да је та репетиција доживела добар крај када се прича завшрила, назвавши закључак „легендарним“. Томпсон додуше верује да је крај био донекле збуњујућ, али забаван.

## Спољашњи извори
- Trigun (манга) на веб-сајту